# Little Egg Harbor
Little Egg Harbor è un comune (township) degli Stati Uniti d'America nella contea di Ocean, nello Stato del New Jersey.
Venne istituito nel 1740 con il nome di Egg Harbour ed è una delle 104 township originarie del New Jersey dal 1798. Nel 1891 divenne parte della contea di Ocean.